# Primera División C 2019
El campeonato de la Primera División C Profesional 2019 del fútbol paraguayo, fue la vigésimo tercera edición oficial de la Primera División C como Cuarta División, organizado por la Asociación Paraguaya de Fútbol. El campeonato inició el 4 de mayo de 2019 y terminó el 7 de noviembre. El club Valois Rivarola terminó último en la tabla de promedios por lo que quedará desprogramado en la siguiente temporada. Mientras en la fecha 21 el club 12 de Octubre de Santo Domingo logró su ascenso en forma anticipada y en la última fecha se consagró campeón. Así mismo en la última fecha el club Olimpia de Itá logró su ascenso como subcampeón.
Fueron 12 los equipos que compitieron en el campeonato.

## Sistema de competición
Con 12 equipos, el sistema de competición se mantiene al igual que la temporada pasada, es decir a dos ruedas todos contra todos, completando 22 fechas, el campeón y el subcampeón lograrán el ascenso a la Primera División B (tercera división).
La cantidad de equipos para esta temporada son de 12 clubes, ya que se resolvió rechazar por tercer año consecutivo el retorno del club General Caballero SF, institución que terminó en la última posición en la temporada 2015 y que tras su desprogramación debería haber retornado en el 2017. Además no fueron otorgadas las licencias de los clubes Cerro Corá y Sport Colombia para que puedan competir en esta división.

## Producto de la clasificación
- El torneo coronará al 23º campeón en la historia de la Primera División C.

- Tanto el campeón y el subcampeón obtendrán directamente su ascenso a la Tercera División.

- El último club en la tabla de promedios será desprogramado para la siguiente temporada.[3]

## Ascensos y descensos
| Ascendidos a Primera División B                    |
| -------------------------------------------------- |
| Tembetary (Campeón de la Primera División C 2018)  |
| Limpeño (Subcampeón de la Primera División C 2018) |

| Descendidos de Primera División B                  |
| -------------------------------------------------- |
| Olimpia de Itá (Último en la temporada pasada)     |
| Benjamín Aceval (Penúltimo en la temporada pasada) |

## Equipos participantes
| Equipo               | Fundación             | Ciudad               | Estadio                   | Capacidad |
| -------------------- | --------------------- | -------------------- | ------------------------- | --------- |
| 1° de Marzo          | 1 de marzo de 1963    | Fernando de la Mora  | 1° de Marzo               | 2000      |
| 12 de Octubre SD     | 12 de octubre de 1922 | Asunción             | Rafael Giménez            | 2000      |
| Benjamín Aceval      | 6 de junio de 1918    | Villa Hayes          | Isidro Roussillón         | 5000      |
| General Caballero CG | 10 de febrero de 1948 | Luque                | 26 de Febrero             | 1000      |
| Humaitá              | 19 de febrero de 1932 | Mariano Roque Alonso | Pioneros de Corumba Cué   | 7000      |
| Juventud             | 28 de agosto de 1920  | Asunción             | Juventud                  | 2000      |
| Olimpia de Itá       | 8 de marzo de 1921    | Itá                  | Presbítero Manuel Gamarra | 5000      |
| Oriental             | 12 de marzo de 1912   | Asunción             | Oriental                  | 1800      |
| Pinozá               | 11 de enero de 1922   | Asunción             | Alfredo Stroessner        | 80        |
| Silvio Pettirossi    | 11 de marzo de 1926   | Asunción             | Bernabé Pedrozo           | 4000      |
| Sport Colonial       | 18 de enero de 1948   | Asunción             | Celestino Mongelós        | 600       |
| Valois Rivarola      | 12 de julio de 1936   | Asunción             | Gregorio Sarubbi          | 500       |

### Distribución geográfica de los equipos
| Departamento                     | # | Clubes |
| -------------------------------- | - | --- |
| Distrito Capital                 | 7 | 12 de Octubre SD, Colonial, Juventud, Oriental, Pinozá, Silvio Pettirossi, Valois Rivarola                     |
| Departamento Central             | 4 | Humaitá (Mariano Roque Alonso); General Caballero CG (Luque); 1° de Marzo (Fernando de la Mora); Olimpia (Itá) |
| Departamento de Presidente Hayes | 1 | Benjamín Aceval (Villa Hayes)                                                                                  |

## Clasificación
- Actualizado el 8 de noviembre de 2019.

| Pos | Equipo               | PJ | G  | E  | P  | GF | GC | S   | Pts |
| --- | -------------------- | -- | -- | -- | -- | -- | -- | --- | --- |
| 1º  | 12 de Octubre SD     | 22 | 13 | 5  | 4  | 32 | 21 | 11  | 44  |
| 2º  | Olimpia de Itá       | 22 | 12 | 7  | 3  | 36 | 22 | 14  | 43  |
| 3º  | Benjamín Aceval      | 22 | 12 | 3  | 7  | 51 | 29 | 22  | 39  |
| 4º  | Silvio Pettirossi    | 22 | 10 | 6  | 6  | 30 | 25 | 5   | 36  |
| 5º  | Juventud             | 22 | 11 | 5  | 6  | 37 | 29 | 8   | 38  |
| 6º  | Humaitá              | 22 | 7  | 10 | 5  | 22 | 22 | 0   | 31  |
| 7°  | Oriental             | 22 | 6  | 8  | 8  | 29 | 29 | 0   | 26  |
| 8º  | Sport Colonial       | 22 | 6  | 6  | 10 | 24 | 31 | -7  | 24  |
| 9º  | General Caballero CG | 22 | 3  | 11 | 8  | 23 | 29 | -6  | 20  |
| 10º | Pinozá               | 22 | 4  | 7  | 11 | 19 | 41 | -22 | 19  |
| 11º | Valois Rivarola      | 22 | 3  | 9  | 10 | 25 | 37 | -12 | 18  |
| 12º | 1° de Marzo          | 22 | 4  | 5  | 13 | 23 | 36 | -13 | 17  |

(*) Olimpia de Itá ganó una protesta (+2 puntos) al club Valois Rivarola (-1 punto) por el partido de la fecha 21.

|  | Ascendidos a Tercera División. |

## Puntaje promedio
El promedio de puntos de un club es el cociente que se obtiene de la división de su puntaje acumulado en las últimas tres temporadas en la división, por la cantidad de partidos que haya jugado durante dicho período. Este determina, al final de cada temporada, al equipo que será desprogramado por una temporada.
- Actualizado el 8 de noviembre de 2019.

| Pos | Club                 | Prom  | PTS | PJ | 2017 | 2018 | 2019 |
| --- | -------------------- | ----- | --- | -- | ---- | ---- | ---- |
| 1º  | Olimpia de Itá       | 1,954 | 43  | 22 | -    | -    | 43   |
| 2º  | Benjamín Aceval      | 1,772 | 39  | 22 | -    | -    | 39   |
| 3º  | Oriental             | 1,632 | 111 | 68 | 44   | 41   | 26   |
| 4º  | 12 de Octubre SD     | 1,617 | 110 | 68 | 41   | 25   | 44   |
| 5º  | Sport Colonial       | 1,294 | 88  | 68 | 19   | 45   | 24   |
| 6º  | Humaitá              | 1,264 | 86  | 68 | 19   | 36   | 31   |
| 7º  | Silvio Pettirossi    | 1,205 | 82  | 68 | 24   | 22   | 36   |
| 8º  | Juventud             | 1,176 | 80  | 68 | 20   | 22   | 38   |
| 9º  | General Caballero CG | 1,102 | 75  | 68 | 26   | 29   | 20   |
| 10º | 1° de Marzo          | 1,073 | 73  | 68 | 30   | 26   | 17   |
| 11º | Pinozá               | 1,044 | 71  | 68 | 40   | 12   | 19   |
| 12º | Valois Rivarola      | 0,955 | 65  | 68 | 34   | 13   | 18   |

 Pos=Posición; Prom=Promedio; PT=Puntaje total; PJ=Partidos jugados
|  | Desprogramado por un año. |

## Campeón
|                            |
| 12 de Octubre SD 2º título |

## Resultados
| Oriental         | 1 - 2 | Benjamín Aceval      | 1° de Marzo            | 4 de mayo | 10:00 |
| Valois Rivarola  | 2 - 1 | 1° de Marzo          | Gregorio Sarubbi       | 5 de mayo | 15:15 |
| Juventud         | 1 - 2 | Silvio Pettirossi    | Juventud               | 5 de mayo | 15:15 |
| 12 de Octubre SD | 0 - 0 | Humaitá              | Rafael Giménez         | 5 de mayo | 15:15 |
| Sport Colonial   | 0 - 2 | Olimpia de Itá       | Don Celestino Mongelós | 5 de mayo | 15:15 |
| Pinozá           | 0 - 0 | General Caballero CG | Víctor Isasi           | 5 de mayo | 15:15 |

| Silvio Pettirossi    | 0 - 1 | 12 de Octubre SD | Bernabé Pedrozo           | 12 de mayo | 15:00 |
| Valois Rivalola      | 0 - 0 | Oriental         | Gregorio Sarubbi Ortiz    | 12 de mayo | 15:00 |
| 1° de Marzo          | 0 - 1 | Humaita          | 1° de Marzo               | 12 de mayo | 15:00 |
| General Caballero CG | 0 - 1 | Juventud         | 26 de Febrero             | 12 de mayo | 15:00 |
| Olimpia de Itá       | 2 - 1 | Pinozá           | Presbítero Manuel Gamarra | 12 de mayo | 15:00 |
| Benjamín Aceval      | 2 - 1 | Sport Colonial   | Isidro Roussillón         | 12 de mayo | 15:00 |

| Oriental         | 2 - 1 | 1° de Marzo          | Toribio Vargas      | 18 de mayo | 15:00 |
| Humaitá          | 0 - 0 | Silvio Pettirossi    | Pioneros de Corumba | 18 de mayo | 15:00 |
| Pinozá           | 0 - 5 | Benjamín Aceval      | Víctor Isasi        | 19 de mayo | 15:00 |
| Sport Colonial   | 3 - 1 | Valois Rivarola      | Bernabé Pedrozo     | 19 de mayo | 15:00 |
| Juventud         | 2 - 2 | Olimpia de Itá       | Juventud            | 19 de mayo | 15:00 |
| 12 de Octubre SD | 3 - 2 | General Caballero CG | Rafael Giménez      | 19 de mayo | 15:00 |

| Olimpia de Itá       | 2 - 1 | 12 de Octubre SD  | Presbítero Manuel Gamarra | 25 de mayo | 15:00 |
| General Caballero CG | 2 - 2 | Humaitá           | 26 de Febrero             | 25 de mayo | 15:00 |
| Oriental             | 0 - 0 | Sport Colonial    | Juan B. Ruiz Díaz         | 25 de mayo | 15:00 |
| Benjamín Aceval      | 1 - 2 | Juventud          | Isidro Roussillón         | 26 de mayo | 15:00 |
| 1° de Marzo          | 0 - 3 | Silvio Pettirossi | Víctor Isasi              | 26 de mayo | 15:00 |
| Valois Rivarola      | 5 - 3 | Pinoza            | Gregorio Sarubbi Ortiz    | 26 de mayo | 15:00 |

| Humaitá           | 1 - 1 | Olimpia de Itá       | Pioneros de Corumba Cué | 1 de junio | 15:00 |
| Silvio Pettirossi | 0 - 2 | General Caballero CG | Bernabé Pedrozo         | 1 de junio | 15:00 |
| Pinoza            | 3 - 2 | Oriental             | Víctor Isasi            | 1 de junio | 15:15 |
| 12 de Octubre SD  | 1 - 0 | Benjamín Aceval      | Rafael Giménez          | 2 de junio | 15:00 |
| Juventud          | 0 - 0 | Valois Rivarola      | Juventud                | 2 de junio | 15:00 |
| Sport Colonial    | 2 - 1 | 1° de Marzo          | Bernabé Pedrozo         | 2 de junio | 15:00 |

| 1° de Marzo     | 2 - 0 | General Caballero CG | Víctor Isasi              | 8 de junio | 15:00 |
| Benjamín Aceval | 1 - 2 | Humaitá              | Isidro Roussillón         | 8 de junio | 15:00 |
| Sport Colonial  | 0 - 1 | Pinoza               | Bernabé Pedrozo           | 8 de junio | 15:00 |
| Olimpia de Itá  | 0 - 1 | Silvio Pettirossi    | Presbítero Manuel Gamarra | 9 de junio | 14:30 |
| Valois Rivarola | 2 - 2 | 12 de Octubre SD     | Gregorio Sarubbi          | 9 de junio | 14:30 |
| Oriental        | 2 - 0 | Juventud             | Bernabé Pedrozo           | 9 de junio | 14:30 |

| General Caballero CG | 0 - 0 | Olimpia de Itá  | 26 de Febrero           | 22 de junio | 15:00 |
| Humaitá              | 2 - 0 | Valois Rivarola | Pioneros de Corumba Cué | 22 de junio | 15:00 |
| Juventud             | 1 - 2 | Sport Colonial  | Juventud                | 22 de junio | 15:00 |
| 12 de Octubre SD     | 1 - 2 | Oriental        | Rafael Giménez          | 22 de junio | 15:00 |
| Silvio Pettirossi    | 1 - 0 | Benjamín Aceval | Bernabé Pedrozo         | 23 de junio | 10:15 |
| Pinoza               | 1 - 0 | 1° de Marzo     | Juan B. Ruiz Díaz       | 23 de junio | 10:30 |

| Pinozá          | 1 - 2 | Juventud             | José Tomás Silva  | 29 de junio | 15:00 |
| Valois Rivarola | 0 - 1 | Silvio Pettirossi    | Gregorio Sarubbi  | 29 de junio | 15:00 |
| Oriental        | 2 - 0 | Humaitá              | Juan B. Ruiz Díaz | 30 de junio | 15:00 |
| Sport Colonial  | 1 - 3 | 12 de Octubre SD     | Bernabé Pedrozo   | 30 de junio | 15:00 |
| Benjamín Aceval | 2 - 3 | General Caballero CG | Isidro Roussillón | 30 de junio | 15:00 |
| 1° de Marzo     | 1 - 2 | Olimpia de Itá       | Víctor Isasi      | 30 de junio | 15:00 |

| Olimpia de Itá       | 3 - 3 | Benjamín Aceval | Presbítero Manuel Gamarra | 6 de julio | 15:00 |
| 12 de Octubre SD     | 2 - 0 | Pinozá          | Rafael Giménez            | 6 de julio | 15:00 |
| Humaitá              | 1 - 0 | Sport Colonial  | Pioneros de Corumba Cué   | 6 de julio | 15:00 |
| General Caballero CG | 0 - 1 | Valois Rivarola | 26 de Febrero             | 6 de julio | 15:00 |
| Silvio Pettirossi    | 1 - 1 | Oriental        | Bernabé Pedrozo           | 7 de julio | 10:15 |
| Juventud             | 2 - 2 | 1° de Marzo     | Juventud                  | 7 de julio | 15:00 |

| Oriental        | 2 - 0 | General Caballero CG | Salustiano Zaracho | 13 de julio | 10:15 |
| 1° de Marzo     | 1 - 3 | Benjamín Aceval      | Víctor Isasi       | 13 de julio | 15:00 |
| Pinozá          | 1 - 1 | Humaitá              | Víctor Isasi       | 14 de julio | 10:30 |
| Juventud        | 3 - 1 | 12 de Octubre SD     | Juventud           | 14 de julio | 15:00 |
| Sport Colonial  | 2 - 0 | Silvio Pettirossi    | Rafael Giménez     | 14 de julio | 15:00 |
| Valois Rivarola | 2 - 2 | Olimpia de Itá       | Gregorio Sarubbi   | 14 de julio | 15:00 |

| Humaitá              | 2 - 1 | Juventud        | Pioneros de Corumba Cué   | 20 de julio | 15:00 |
| General Caballero CG | 1 - 1 | Sport Colonial  | 26 de Febrero             | 20 de julio | 15:00 |
| 12 de Octubre SD     | 2 - 1 | 1° de Marzo     | Rafael Giménez            | 20 de julio | 15:00 |
| Silvio Pettirossi    | 1 - 0 | Pinozá          | Bernabé Pedrozo           | 21 de julio | 15:00 |
| Olimpia de Itá       | 2 - 1 | Oriental        | Presbítero Manuel Gamarra | 21 de julio | 15:00 |
| Benjamín Aceval      | 3 - 0 | Valois Rivarola | Isidro Roussillón         | 21 de julio | 15:00 |

| Humaitá              | 0 - 1 | 12 de Octubre SD | Pioneros de Corumba Cué   | 3 de agosto | 15:00 |
| 1° de Marzo          | 1 - 0 | Valois Rivarola  | Víctor Isasi              | 4 de agosto | 15:00 |
| Benjamín Aceval      | 3 - 2 | Oriental         | Isidro Roussillón         | 4 de agosto | 15:00 |
| Olimpia de Itá       | 4 - 1 | Sport Colonial   | Presbítero Manuel Gamarra | 4 de agosto | 15:00 |
| General Caballero CG | 1 - 2 | Pinozá           | 26 de Febrero             | 4 de agosto | 15:00 |
| Silvio Pettirossi    | 2 - 2 | Juventud         | Bernabé Pedrozo           | 4 de agosto | 15:00 |

| Humaitá          | 1 - 1 | 1° de Marzo          | Pioneros de Corumba Cué | 10 de agosto | 15:00 |
| Pinozá           | 1 - 1 | Olimpia de Itá       | Juan B. Ruiz Díaz       | 10 de agosto | 15:00 |
| Sport Colonial   | 1 - 1 | Benjamín Aceval      | Bernabé Pedrozo         | 10 de agosto | 15:00 |
| Oriental         | 1 - 1 | Valois Rivarola      | 26 de Febrero           | 10 de agosto | 15:00 |
| 12 de Octubre SD | 1 - 1 | Silvio Pettirossi    | Rafael Giménez          | 11 de agosto | 15:00 |
| Juventud         | 2 - 1 | General Caballero CG | Juventud                | 11 de agosto | 15:00 |

| Olimpia de Itá       | 3 - 1 | Juventud         | Presbítero Manuel Gamarra | 18 de agosto | 15:00 |
| General Caballero CG | 1 - 1 | 12 de Octubre SD | 26 de Febrero             | 18 de agosto | 15:00 |
| Silvio Pettirossi    | 1 - 1 | Humaitá          | Bernabé Pedrozo           | 18 de agosto | 15:00 |
| 1° de Marzo          | 1 - 1 | Oriental         | Víctor Isasi              | 18 de agosto | 15:00 |
| Benjamín Aceval      | 6 - 0 | Pinozá           | Isidro Roussillón         | 18 de agosto | 15:00 |
| Valois Rivarola      | 1 - 1 | Sport Colonial   | Gregorio Sarubbi          | 18 de agosto | 15:00 |

| Humaitá           | 0 - 0 | General Caballero CG | Pioneros de Corumba Cué | 24 de agosto | 15:00 |
| 12 de Octubre SD  | 0 - 0 | Olimpia de Itá       | Rafael Giménez          | 24 de agosto | 15:00 |
| Pinozá            | 1 - 1 | Valois Rivarola      | Juan B. Ruiz Díaz       | 24 de agosto | 15:00 |
| Juventud          | 1 - 1 | Benjamín Aceval      | Juventud                | 25 de agosto | 15:00 |
| Silvio Pettirossi | 3 - 1 | 1° de Marzo          | Bernabé Pedrozo         | 25 de agosto | 15:00 |
| Sport Colonial    | 0 - 1 | Oriental             | Víctor Isasi            | 25 de agosto | 15:00 |

| Benjamín Aceval      | 2 - 2 | 12 de Octubre SD  | Isidro Roussillón         | 31 de agosto    | 15:00 |
| Valois Rivarola      | 1 - 2 | Juventud          | Gregorio Sarubbi          | 31 de agosto    | 15:00 |
| Olimpia de Itá       | 1 - 0 | Humaitá           | Presbítero Manuel Gamarra | 1 de septiembre | 15:00 |
| Oriental             | 1 - 1 | Pinozá            | Juventud                  | 1 de septiembre | 15:00 |
| General Caballero CG | 1 - 1 | Silvio Pettirossi | 26 de Febrero             | 1 de septiembre | 15:00 |
| 1° de Marzo          | 2 - 1 | Sport Colonial    | Víctor Isasi              | 1 de septiembre | 15:00 |

| Silvio Pettirossi    | 2 - 3 | Olimpia de Itá  | Gunther Vogel           | 6 de septiembre | 19:00 |
| 12 de Octubre SD     | 2 - 0 | Valois Rivarola | Rafael Giménez          | 7 de septiembre | 10:00 |
| Humaitá              | 2 - 1 | Benjamín Aceval | Pioneros de Corumba Cué | 7 de septiembre | 15:00 |
| Juventud             | 2 - 1 | Oriental        | Juventud                | 7 de septiembre | 15:00 |
| Pinozá               | 0 - 0 | Sport Colonial  | Juan B. Ruiz Díaz       | 7 de septiembre | 15:00 |
| General Caballero CG | 1 - 1 | 1° de Marzo     | 26 de Febrero           | 7 de septiembre | 15:00 |

| Oriental        | 1 - 2 | 12 de Octubre SD     | Juventud                  | 14 de septiembre | 10:15 |
| 1° de Marzo     | 1 - 1 | Pinozá               | Víctor Isasi              | 15 de septiembre | 15:00 |
| Olimpia de Itá  | 0 - 1 | General Caballero CG | Presbítero Manuel Gamarra | 15 de septiembre | 15:00 |
| Sport Colonial  | 1 - 4 | Juventud             | Bernabé Pedrozo           | 15 de septiembre | 15:00 |
| Valois Rivarola | 2 - 2 | Humaitá              | Gregorio Sarubbi          | 15 de septiembre | 15:00 |
| Benjamín Aceval | 4 - 1 | Silvio Pettirossi    | Isidro Roussillón         | 15 de septiembre | 18:00 |

| Olimpia de Itá       | 0 - 2 | 1° de Marzo     | Martín Torres           | 20 de septiembre | 19:00 |
| 12 de Octubre SD     | 2 - 1 | Sport Colonial  | Rafael Giménez          | 21 de septiembre | 10:15 |
| General Caballero CG | 1 - 2 | Benjamín Aceval | 26 de Febrero           | 21 de septiembre | 15:00 |
| Humaitá              | 2 - 2 | Oriental        | Pioneros de Corumba Cué | 21 de septiembre | 15:00 |
| Silvio Pettirossi    | 1 - 0 | Valois Rivarola | Bernabé Pedrozo         | 22 de septiembre | 15:00 |
| Juventud             | 3 - 1 | Pinozá          | Juventud                | 22 de septiembre | 15:00 |

| Benjamín Aceval | 1 - 2 | Olimpia de Itá       | Isidro Roussillón | 27 de septiembre | 19:00 |
| 1° de Marzo     | 1 - 2 | Juventud             | Víctor Isasi      | 28 de septiembre | 15:00 |
| Valois Rivarola | 3 - 3 | General Caballero CG | Gregorio Sarubbi  | 28 de septiembre | 15:00 |
| Pinozá          | 1 - 3 | 12 de Octubre SD     | River Plate       | 29 de septiembre | 15:00 |
| Sport Colonial  | 2 - 0 | Humaitá              | Bernabé Pedrozo   | 29 de septiembre | 15:00 |
| Oriental        | 2 - 3 | Silvio Pettirossi    | Juventud          | 29 de septiembre | 15:00 |

| 12 de Octubre SD     | 1 - 0 | Juventud        | La Arboleda               | 4 de octubre | 19:00 |
| Humaitá              | 1 - 0 | Pinozá          | Pioneros de Corumba Cué   | 5 de octubre | 15:00 |
| Silvio Pettirossi    | 2 - 3 | Sport Colonial  | Bernabé Pedrozo           | 6 de octubre | 16:00 |
| Olimpia de Itá       | 3 - 0 | Valois Rivarola | Presbítero Manuel Gamarra | 6 de octubre | 16:00 |
| Benjamín Aceval      | 4 - 1 | 1° de Marzo     | Isidro Roussillón         | 6 de octubre | 18:30 |
| General Caballero CG | 2 - 2 | Oriental        | 26 de Febrero             | 9 de octubre | 16:00 |

| Pinozá          | 0 - 3 | Silvio Pettirossi    | Juan B. Ruiz Díaz | 12 de octubre  | 16:00 |
| Sport Colonial  | 1 - 1 | General Caballero CG | Bernabé Pedrozo   | 13 de octubre  | 10:30 |
| Juventud        | 3 - 1 | Humaitá              | Juventud          | 7 de noviembre | 16:45 |
| 1° de Marzo     | 1 - 2 | 12 de Octubre SD     | La Arboleda       | 7 de noviembre | 16:45 |
| Oriental        | 0 - 2 | Olimpia de Itá       | Rafael Giménez    | 7 de noviembre | 16:45 |
| Valois Rivarola | 3 - 4 | Benjamín Aceval      | Gregorio Sarubbi  | 7 de noviembre | 16:45 |